# We Wish You a Merry Christmas
We Wish You a Merry Christmas, Roud 230, är en julsång från 1500-talets West Country of England..
Det finns en text på svenska som heter God jul önskar vi er alla..
I ett vishäfte kallas sången Vi önskar Eder alla .

## Publikation
- Melodier kring jul, 1980, på engelska samt svenska som Vi önskar Eder alla
- Julens önskesångbok, 1997, på engelska samt svenska som "Vi önskar Eder alla", under rubriken "Traditionella julsånger", angiven som engelsk julvisa.

### Fotnoter
1. ↑  We Wish You A Merry Christmas Lyrics Song Arkiverad 22 juli 2010 hämtat från the Wayback Machine. Christmas-lyrics.org
2. ↑  Information hos Gehrmans musikförlag